# (7264) Hirohatanaka
(7264) Hirohatanaka est un astéroïde de la ceinture principale.

## Description
(7264) Hirohatanaka est un astéroïde de la ceinture principale. Il fut découvert le 26 mars 1995 à Nachikatsuura par Yoshisada Shimizu et Takeshi Urata. Il présente une orbite caractérisée par un demi-grand axe de 2,32 UA, une excentricité de 0,17 et une inclinaison de 1,3° par rapport à l'écliptique.

## Compléments